# MBC 뉴스투데이 전북권뉴스
《MBC 뉴스투데이 전북권뉴스》는 전주MBC TV에서 매주 평일 오전 7시 20분에 방송 중인 전북 지역 아침 종합 뉴스 프로그램이다.

## 개요
전주MBC 뉴스투데이로 읽는다.

## 앵커
| 대수 | 진행자 | 진행자 | 진행 기간                          | 비고        |
| 대수 | 남성   | 여성   | 진행 기간                          | 비고        |
| ---- | ------ | ------ | ---------------------------------- | ----------- |
| 1대  | 빈칸   | 김예솔 | 일자 미상 ~ 2015년 11월 8일        |             |
| 2대  | 이충훈 | 김민지 | 2015년 11월 9일 ~ 2016년 8월 31일  |             |
| 3대  | 이충훈 | 김예솔 | 2016년 9월 1일 ~ 2026년 9월 30일   |             |
| 4대  | 이충훈 | 유채림 | 2016년 10월 1일 ~ 2017년 9월 3일   |             |
| 5대  | 빈칸   | 유채림 | 2017년 9월 4일 ~ 2018년 1월 7일    |             |
| 6대  | 빈칸   | 이유진 | 2018년 1월 8일 ~ 2018년 3월 11일   |             |
| 7대  | 김도헌 | 이유진 | 2018년 3월 12일 ~ 2018년 9월 9일   |             |
| 8대  | 이충훈 | 이유진 | 2018년 9월 10일 ~ 2019년 1월 6일   |             |
| 9대  | 김도헌 | 이유진 | 2019년 1월 7일 ~ 2019년 1월 13일   |             |
| 10대 | 이충훈 | 이유진 | 2019년 1월 14일 ~ 2019년 1월 27일  |             |
| 11대 | 이충훈 | 빈칸   | 2019년 1월 28일 ~ 2019년 3월 17일  |             |
| 12대 | 이충훈 | 이다솜 | 2019년 3월 18일 ~ 2019년 8월 4일   |             |
| 13대 | 이충훈 | 빈칸   | 2019년 8월 5일 ~ 2019년 12월 25일  | [ 1 ]       |
| 임시 | 빈칸   | 이다솜 | 2019년 9월 27일                    |             |
| 14대 | 정진형 | 빈칸   | 2019년 9월 28일 ~ 2021년 4월 30일  |             |
| 15대 | 이충훈 | 빈칸   | 2021년 5월 1일 ~ 2021년 10월 24일  |             |
| 16대 | 빈칸   | 목서윤 | 2021년 10월 25일 ~ 2024년 4월 15일 |             |
| 17대 | 이영래 | 빈칸   | 2024년 4월 15일 ~ 현재             | [ 2 ] [ 3 ] |

## 경쟁 프로그램
- KBS 뉴스광장 전북권 (KBS 전주 1TV)
- JTV 아침뉴스 (JTV TV)